# Cacho Tirao
Cacho Tirao (nombre artístico de Oscar Emilio Tirao) (Berazategui, Provincia de Buenos Aires, 5 de abril de 1941 - Buenos Aires, 30 de mayo de 2007) fue un guitarrista y compositor de música folclórica argentina, tocada a su estilo y técnica de guitarra clásica.

## Biografía

### Infancia y primeros años (1941-1957)
Tirao nació el 5 de abril de 1941 en Berazategui (por aquellos años Partido de Quilmes), Provincia de Buenos Aires, Argentina y comenzó a tocar la guitarra a partir de la edad de cinco años en el año 1946, de la mano de su padre. Tirao ganó su primer premio, por una presentación en la sección artística de Radio Mitre a la edad de siete años en el año 1948. Después fue incluido como solista en la orquesta del Teatro Argentino de La Plata y se recibió como maestro de música a partir de la edad de dieciséis años en el año 1957.

### Inicios de su trayectoria artística (1957-1990)
En la década del año 1960, se desconoce información. En la década del año 1970 Tirao estuvo al frente del programa Recitales espectaculares, que tenía elevados niveles de audiencia. 
En esta década se lanzaron a la venta los discos: "Solamente mi guitarra" (1971), Mi guitarra... Tú y yo(1971), La ciudad de todos - Junto a Raúl Lavié (1972), Guitarra Latinoamericana (1972), Clásicamente joven (1972), Música de Buenos Aires - Esto es... Cacho Tirao (1973), Pura música (1974), Guitarra Latinoamericana, Vol. 2 (1975), Recital (1976), Tiempo de canciones (1977), Concierto de Buenos Aires para Guitarra y Orquesta (1978), Los Más Grandes Éxitos de Cacho Tirao (1978), Feliz 1978 Perel (1978), Pura música, Vol. 2 - (1979), Cacho Tirao... Sin lugar a dudas (1979).
En la década del año 1980 se pusieron a la venta los discos: Encuentro - Junto a Jorge Padín y Manolo Juárez (1980), Selección Especial de Cacho Tirao (1980), Recital II (1981), Homenaje a Carlos Gardel (1981), Imágenes (1983), Grandes Éxitos, Vol. 2 (1983), Adiós Nonino (1984), Cacho Tirao interpreta La Nueva Trova (1984), Chiquilín de Bachín (1986), Guitarra de América Latina (1987) Durante el lanzamiento de Recital II en el año 1981 tocó en un recital las canciones La puñalada solo y Adiós Nonino con el bandoneonista Astor Piazzolla.
En febrero de 1986, su hija Alejandra estaba jugando con su hermano Gabriel -de catorce años de edad-, tomando un revólver que creyó de juguete y le disparó causándole la muerte. La tragedia dejó secuelas, primero un asma pertinaz que le duró hasta el final y luego, una hemiplejía.

### Últimos años de actividad (1990-2007)
Tirao se presentó Cacho Tirao en concierto en el año 1990 y en el programa de televisión FAX tocando Blackbird de The Beatles en el año 1992. Se presentó en Salta en el año 1994, en el que tocó Milonga del Barbijo y Pájaro campana. 
Tirao se presentó en el programa de televisión uruguayo conducido por César Amaro La guitarra y sus intérpretes el 1 de octubre en el año 1997 como día de la música, en el que tocó Estudio para la mano izquierda, Caminito de Juan de Dios Filiberto, Mudanzas musicales de Malambo de Carlos Santamaria, Milonga del Barbijo, Blackbird de The Beatles, Adiós Nonino de Astor Piazzolla, Lágrima de Francisco Tárrega  y Berimbao de Baden Powell. También se presentó en el programa de televisión El mundo y sus protagonistas en el mismo año.
Tirao tocó para el público infantil en un coro de la catedral como especial de Los Reyes Magos en enero de 1999. Tirao se desplomó en pleno concierto, mientras daba un recital en la Casa de Cultura de Adrogué. 
Tras haber abandonado la actividad artística por seis años, luego de un incidente cardiovascular en diciembre de 2000 que le generó una hemiplejía, su esposa Teresa convenció a Tirao de regresar a tocar la guitarra desde marzo de 2005. Tirao ofreció y dio una Clase Magistral en un centro cultural de Berazategui el 24 de mayo de 2006, en el que preestrenó y tocó Teresa, mi renacer dedicada a su esposa, Caminito / A Media Luz, Taquito militar, Yesterday de The Beatles y La pantera rosa de Henry Mancini.
Finalmente lanzó a la venta el disco Renacer el 9 de enero de 2007.

### Fallecimiento y después (Desde el 2007)
Cuatro meses después de grabar con su hija su último disco, un 30 de mayo de 2007, Cacho Tirao fue trasladado por su esposa al hospital Argerich luego de sufrir una descompensación, donde falleció ese mismo día. Sus restos fueron sepultados en el cementerio de la Chacarita.

## Discografía
- 1971: "Solamente mi guitarra" - CBS
- 1971: "Mi guitarra... Tú y yo" - CBS
- 1972: "La ciudad de todos" - Junto a Raúl Lavié - CBS
- 1972: "Guitarra Latinoamericana" - CBS
- 1972: "Clásicamente joven" - SONY MUSIC
- 1973: "Música de Buenos Aires - Esto es... Cacho Tirao" - CBS
- 1974: "Pura música" - CBS
- 1975: "Guitarra Latinoamericana, Vol. 2" - CBS
- 1976: "Recital" - CBS
- 1977: "Tiempo de canciones" - CBS
- 1978: "Concierto de Buenos Aires para Guitarra y Orquesta" - CBS
- 1978: "Los Más Grandes Éxitos de Cacho Tirao" - CBS
- 1978: "Feliz 1978 Perel" - CBS
- 1979: "Pura música, Vol. 2" - CBS
- 1979: "Cacho Tirao... Sin lugar a dudas" - CBS
- 1980: "Encuentro" - Junto a Jorge Padín y Manolo Juarez - CBS
- 1980: "Selección Especial de Cacho Tirao" - CBS
- 1981: "Recital II" - CBS
- 1981: "Homenaje a Carlos Gardel" - CBS
- 1983: "Imágenes" - MICROFON ARGENTINA S.A.
- 1983: "Grandes Éxitos, Vol. 2" - CBS
- 1984: "Adiós Nonino" - MICROFON ARGENTINA S.A.
- 1984: "Cacho Tirao interpreta La Nueva Trova" - MICROFON ARGENTINA S.A.
- 1986: "Chiquilín de Bachín" - SONY MUSIC
- 1987: "Guitarra de América Latina" - SONY MUSIC
- 1995: "Conciertango de Buenos Aires"
- 1996: "Timeless Tango"
- 1999: "Historia del Tango" - Junto a Julián Vat
- 2000: "Mis Mejores 30 Interpretaciones" - SONY MUSIC
- 2001: "17 Forever Favorite Classics" - ANS
- 2003: "Adiós Nonino" (segunda versión)
- 2004: "Los Esenciales" - SONY MUSIC
- ????: "Y Los Grandes Éxitos"
- 2006: "La guitarra argentina" - EPSA MUSIC
- 2006: "Playas del Este" - LE CHANT DU MONDE
- 2007: "Renacer" - UTOPIA PRODUCCIONES
- 2010: "Los Elegidos" - SONY MUSIC
- 2011: "Mis Buenos Tangos Queridos" - FONOCAL